# Курка, Карел
Карел Курка (чеш. Karel Kurka; 28 апреля 1922, Трнава — 11 июня 2007, Жамберк) — чехословацкий государственный и дипломатический деятель, политик.

## Биография
В 1953—1959 — заместитель министра иностранных дел ЧССР по вопросам хозяйствования.
В 1959—1962 работал в качестве постоянного представителя Чехословацкой Социалистической Республики при ООН.
В 1962—1968 — заместитель министра иностранных дел Чехословакии.
В 1968—1969 занимал пост посла в Чехословакии в Румынии.
В октябре 1969 года получил пост заместителя министра и генерального секретаря министерства иностранных дел в правительстве Олдржиха Черника. Работал на этом посту до января 1970 года.
В 1970—1971 — первый заместитель министра иностранных дел ЧССР.
В 1971—1976 — посол Чехословакии в Пекине.
После ухода из правительства в 1971—1981 годах руководил Институтом международных отношений. В 1981—1984 работал там ведущим научным сотрудником.
С 1984 года — на пенсии.